# Chaetoepalpus coquilleti
Chaetoepalpus coquilleti är en tvåvingeart som beskrevs av Vimmer och Victor Gerald Soukup 1940. Chaetoepalpus coquilleti ingår i släktet Chaetoepalpus och familjen parasitflugor.
Artens utbredningsområde är Peru. Inga underarter finns listade i Catalogue of Life.